# Minolia singaporensis
Minolia singaporensis is een slakkensoort uit de familie van de Solariellidae. De wetenschappelijke naam van de soort is voor het eerst geldig gepubliceerd in 1889 door Pilsbry.